# Gyula Hubán
Gyula Hubán (n. 22 august 1857, Săpânța - d. 29 octombrie 1937, Pocsaj) a fost un preot greco-catolic, între 1915-1919 protopop și vicar foraneu pentru Vicariatul Greco-Catolic al Ținutului Secuiesc

## Biografie
Gyula Hubán a făcut studiile teologice între 1880-1884 la Gherla. În data de 2 aprilie 1892 episcopul unit al Episcopiei de Gherla, Dr. Ioan Sabo, l-a hirotonit preot. A fost o vreme profesor în Satu Mare (1893-1901) și preot paroh în satul Strâmtura (1902-1903), ulterior în orașul Satu Mare (1903-1915). Odată cu înființarea Eparhiei greco-catolice de Hajdúdorog în 1912, a trecut în subordinea episcopului István Miklósy, care l-a numit în funcția de protopop și vicar foraneu al Vicariatului Greco-Catolic al Ținutului Secuiesc (1915-1919), ulterior protopop al catedralei episcopale de la Nyíregyháza (1925-1939). Din 1925 până la intrare în pensie din 1939 a fost preotul paroh al satului Pocsaj.